# La casa de los famosos
La casa de los famosos (también conocido por las siglas LCDLF) es un programa de televisión estadounidense emitido por Telemundo, y producido por Endemol Shine Boomdog, una versión de la franquicia del concurso de telerrealidad, Big Brother. El programa presenta famosas personalidades hispanas dispuestas a exponer su verdadero ser según conviven dentro de la casa y la audiencia podrá ver todo lo que sucede dentro en tiempo real las 24 horas del día, los siete días de la semana, a través de telemundo.com. Anteriormente, Telemundo emitió Gran Hermano USA, una versión del formato con personas desconocidas como participantes.
En mayo de 2024, fue renovada para una quinta temporada, y durante el episodio final de la cuarta temporada se anunció que la quinta sería una temporada "All-Stars" e incluiría exparticipantes de las cuatro temporadas. En mayo de 2025, fue renovada para una sexta temporada.

## Formato
Los participantes de La Casa de los Famosos tienen que jugar con el fin de sobrevivir cada semana temiendo a ser eliminados por la audiencia, quienes tienen todo el poder de determinar quién sale de la casa y quién finalmente será el ganador de la competencia a través de su voto en telemundo.com. El programa es realizado en su totalidad en una casa construida exclusivamente para la producción del reality, equipada con dormitorios, comedor, cocina, área de almacenaje, salas de reuniones y lounge, además de una terraza, jardín con piscina y jacuzzi, gimnasio y baños. La producción utiliza más de 50 cámaras escondidas y 60 micrófonos para capturar cada espacio de la estructura, las 24 horas del día, los siete días de la semana, así eliminando cualquier oportunidad para que los participantes puedan ocultar secretos, alianzas o planes estratégicos. Protagonizada por un grupo de famosas personalidades latinas de diferentes orígenes, antecedentes, personalidades, actitudes y generaciones, la serie abre más de una ventana a los momentos más íntimos mientras se presencia el dinamismo de convivencia entre ellos. El público descubre la humanidad detrás de estos famosos que están dispuestos a aguantar "lo que pueda pasar" dentro de la casa. El ganador del programa recibe $200,000.

## Equipo del programa
Presentador/a
     Panelista
     Panelista invitado/a
     Concursante
| Presentadores y panelistas | Temporadas | Temporadas | Temporadas | Temporadas | Temporadas |
| Presentadores y panelistas | 1          | 2          | 3          | 4          | 5          |
| -------------------------- | ---------- | ---------- | ---------- | ---------- | ---------- |
| Jimena Gállego             |            |            |            |            |            |
| Héctor Sandarti            |            |            |            |            |            |
| Nacho Lozano               |            |            |            |            |            |
| Javier Poza                |            |            |            |            |            |
| Alicia Machado             |            |            |            |            |            |
| Omar Chaparro              |            |            |            |            |            |
| Roberto Palazuelos         |            |            |            |            |            |
| Yolanda Andrade            |            |            |            |            |            |
| Manelyk González           |            |            |            |            |            |
| Laura Bozzo                |            |            |            |            |            |
| Yordi Rosado               |            |            |            |            |            |
| Anette Cuburu              |            |            |            |            |            |
| Horacio Villalobos         |            |            |            |            |            |
| Maripily Rivera            |            |            |            |            |            |
| Sergio Mayer               |            |            |            |            |            |

## Temporadas
| Temporada | Temporada | Episodios | Emisión              | Emisión                 | Días | Concursantes | Resultados       | Resultados       | Resultados      | Rating (millones) |
| Temporada | Temporada | Episodios | Inicio               | Final                   | Días | Concursantes | Ganador(a)       | Segundo puesto   | Tercer puesto   | Rating (millones) |
| --------- | --------- | --------- | -------------------- | ----------------------- | ---- | ------------ | ---------------- | ---------------- | --------------- | ----------------- |
|           | 1         | 58        | 24 de agosto de 2021 | 15 de noviembre de 2021 | 84   | 17           | Alicia Machado   | Manelyk González | Kelvin Rentería | 1.16              |
|           | 2         | 77        | 10 de mayo de 2022   | 8 de agosto de 2022     | 91   | 17           | Ivonne Montero   | Salvador Zerboni | Nacho Casano    | 1.17              |
|           | 3         | 84        | 17 de enero de 2023  | 24 de abril de 2023     | 98   | 21           | Madison Anderson | Paty Navidad     | Pepe Gámez      | 1.19              |
|           | 4         | 102       | 23 de enero de 2024  | 20 de mayo de 2024      | 119  | 27           | Maripily Rivera  | Rodrigo Romeh    | Lupillo Rivera  | 1.30              |
|           | 5         | 102       | 4 de febrero de 2025 | 2 de junio de 2025      | 119  | 23           | «Caramelo» Cruz  | Luca Onestini    | Rey Grupero     | –                 |

### Primera temporada (2021)
La primera edición de La casa de los famosos fue anunciada el 12 de mayo de 2021 en Telemundo Upfront. El 28 de julio en el programa Hoy Día se confirmó que el martes 24 de agosto será el día del estreno. Al mismo tiempo confirmaron a Héctor Sandarti como el conductor principal del programa y a Gaby Spanic como una de los 16 participantes. El lema de la edición es Todo puede y va a pasar.
Los dieciséis habitantes ingresaron el día 1. Manelyk González, influencer y chica reality, fue contratada el día 30 para reemplazar a Kimberly Flores, quien abandonó el juego el día 18 por motivos personales luego de una conversación con su esposo dentro de la casa. Se anunció originalmente que el también influencer Christian Estrada, ingresaría al programa en las semanas previas a la transmisión; sin embargo, por razones personales, se retiró del programa. No obstante, no es sino hasta la cuarta temporada que formalizó su participación.

### Segunda temporada (2022)
El 16 de noviembre de 2021, el programa fue renovado para una segunda temporada. La segunda temporada empezó a transmitirse el 10 de mayo de 2022. Héctor Sandarti junto a Jimena Gállego vuelven a ser los conductores de esta segunda temporada. Los diecisiete huéspedes se anunciaron durante abril y mayo de 2022.

### Tercera temporada (2023)
La tercera temporada se estrenó el 17 de enero de 2023. La temporada se anunció en 2022, después del final de la segunda temporada. Los primeros habitantes se anunciaron el 6 de diciembre de 2022. Esta es la primera temporada que presenta a civiles viviendo en la casa. El 11 de enero Telemundo que la identidad de los concursantes faltantes se revelaría en vivo.
En el día 30, Samira Jalil, exparticipante de LCDLFfans fue recontratada para reemplazar a Monique Sánchez, quien abandonó la competencia el día 9 por motivos de salud mental, y Diego Soldano, actor argentino, fue contratado para reemplazar a Aristeo Cázares, quien abandonó el juego el día 25 por razones legales. Se produjo un intercambio de participantes con Big Brother Brasil.

### Cuarta temporada (2024)
La cuarta temporada fue anunciada durante la gala final de la tercera temporada. El 13 de septiembre de 2023, se anunció que Nacho Lozano como presentador de la nueva temporada, sustituyendo a Sandarti. En noviembre se confirmó la fecha de estreno para enero de 2024.
En el día 23, la actriz Thali García fue expulsada de la competencia por romper el aislamiento y abandonar la casa sin autorización. En el día 34, el deportista Carlos Gómez fue expulsado de la competencia debido a una agresión física hacia otro compañero, siendo la primera vez en la historia del reality que se toma esta medida disciplinaria a ambos concursantes.
En el día 51, se incorporan a la competencia la actriz Geraldine Bazán y la presentadora Patricia Corcino; en el día 53 se incorpora la chica reality Isis Serrath y en el día 55 el actor Paulo Quevedo, quienes entraron en reemplazo de los expulsados y Gregorio Pernía, que abandonó el juego en el día 30 por motivos personales.

### Quinta temporada: All-Stars (2025)
La temporada fue anunciada en la gala final de la cuarta temporada, donde se reveló que sería una temporada «All-Stars». El 19 de diciembre de 2024, se anunció a Javier Poza como nuevo conductor de esta temporada, en sustitución de Lozano.
Entre las celebridades que regresaron al reality para esta temporada están Alfredo Adame, Dania Méndez, Diego Soldano, Julia Gama, Laura Bozzo, Ignacio Casano, Lupillo Rivera, Manelyk González, Niurka Marcos, Patricia Navidad, Paulo Quevedo, Salvador Zerboni y Uriel del Toro, junto a ocho nuevos participantes denominados «nueva generación».